# Щербинино (Орехово-Зуевский район)
Щерби́нино — деревня в Орехово-Зуевском муниципальном районе Московской области. Входит в состав сельского поселения Демиховское. Население — 193 чел. (2010).

## География
Деревня Щербинино расположена в северной части Орехово-Зуевского района, примерно в 2 км к западу от города Орехово-Зуево. Высота над уровнем моря 124 м. К деревне приписано ГСК Сигнал. Ближайший населённый пункт — деревня Демихово.

## Название
Название связано с некалендарным личным именем Щербина.

## История
В 1926 году деревня являлась центром Щербининского сельсовета Федоровской волости Орехово-Зуевского уезда Московской губернии.
С 1929 года — населённый пункт в составе Орехово-Зуевского района Орехово-Зуевского округа Московской области, с 1930-го, в связи с упразднением округа, — в составе Орехово-Зуевского района Московской области.
До муниципальной реформы 2006 года Щербинино входило в состав Демиховского сельского округа Орехово-Зуевского района.

## Население
В 1926 году в деревне проживало 510 человек (249 мужчин, 261 женщина), насчитывалось 221 хозяйство, из которых 211 было крестьянских. По переписи 2002 года — 221 человек (91 мужчина, 130 женщин).
| 1926 | 2002 | 2006 | 2010 |
| ---- | ---- | ---- | ---- |
| 510  | ↘221 | ↘156 | ↗193 |